# Macalelon
Macalelon é um município de quarta classe de renda municipal (d) na província Quezon, nas Filipinas. De acordo com o censo de 1 de maio  de  2020 possui uma população de 27 312 pessoas e 6 465 domicílios.